# 2019年ハンガリーグランプリ
2019年ハンガリーグランプリ (2019 Hungarian Grand Prix) は、2019年のF1世界選手権第12戦として、2019年8月4日にハンガロリンクで開催された。
正式名称は「Formula 1 Rolex Magyar Nagydíj 2019」。

## レース前
タイヤ
本レースでピレリが用意するドライタイヤのコンパウンドは、ハード（白）：C2、ミディアム（黄）：C3、ソフト（赤）：C4の組み合わせ。
その他
前戦ドイツGPの翌日（7月29日）、ルノーのトランスポーター1台がホッケンハイムリンクからハンガロリンクに向かう途中の高速道路を走行中に単独事故を起こしたが運転手は軽症で済み、運搬中だった機材に損傷はなく本レースの準備作業に支障はない、と木曜日（8月1日）にチームから発表された。

## エントリーリスト
前戦ドイツGPから変更なし。

## フリー走行
FP1（金曜午前）
セッションが始まると同時に雨が降り出したがメインストレート周辺のみだったため、各車ドライタイヤでコースイン。バルテリ・ボッタス（メルセデス）は開始後6分にエンジンのミスファイアに見舞われ、ピット入口に設置されたボラードの外側から入って緊急ピットインを行った。ボッタスは電気系統のトラブルによりパワーユニットの交換が必要となりセッション終了まで走行できず、タイムを記録できなかった。30分にはマックス・フェルスタッペン（レッドブル）が最終コーナーでスピンを喫し、「リアの挙動が、すごくナーバスだ」と訴えた。セッションの進行とともに雨の範囲は広がっていき、40分には雨用のインターミディエイトで様子見をするドライバーもいたが、この時点で雨はそれほど強くならず全車ドライタイヤで最後まで走行した。トップタイムはルイス・ハミルトン（メルセデス）の1分17秒233。
FP2（金曜午後）
小雨が降り出してきたが、全車ドライタイヤでコースイン。開始早々にアレクサンダー・アルボン（トロ・ロッソ）が最終コーナーでクラッシュしたため、6分間の赤旗中断となった。開始後30分過ぎから雨足が強くなり、ウエットコンディションとなる。このためほとんどのドライバーがガレージ内に留まったが、セッション終盤には翌日の雨予報を考慮してインターミディエイトでコースインした。トップタイムはドライコンディション時にピエール・ガスリー（レッドブル）が記録した1分17秒854で、フェルスタッペンがそれに続いてレッドブル勢の1-2となった。
FP3（土曜午前）
土曜日は雨の予報であったが曇りの状態で雨は降らず、ドライコンディションでスタートした。ただし、直前に行われたFIA F2のレース1終盤にラルフ・ボスチャングのエンジンが派手にブローし、コース上に大量のオイルが撒かれたため、その処理に時間を要したことでセッション開始は10分遅れた。オイル処理をした箇所の石灰が滑りやすいと各ドライバーは不満を漏らし、実際にガスリーはアタック中に石灰に足を取られて姿勢を乱した。残り7分を切ったところで上位勢がコースインし、終了間際にハミルトンが1分16秒084のトップタイムを出したが、2番手のフェルスタッペンとは0秒013の僅差であった。

## 予選
2019年8月3日 15:00 CEST(UTC+2)
レッドブルのマックス・フェルスタッペンがメルセデス勢を僅差で抑え、F1デビューから93戦目で自身初のポールポジションを獲得し、F1史上100人目のポールシッターとなった。ホンダにとっては2006年オーストラリアグランプリのジェンソン・バトン以来13年ぶりで、2015年のF1復帰以来初のポールポジション獲得であった。バルテリ・ボッタスはフェルスタッペンにわずか0.018秒及ばなかったが、チームメイトのルイス・ハミルトンを上回る2番手でフロントローを獲得した。フェラーリのシャルル・ルクレールはQ1の最終コーナーでタイヤバリアにヒットするアクシデントがあったが、ダメージが小さかったためQ2開始までにマシンの修復を終えて復帰し4番手を獲得、セバスチャン・ベッテルはチームメイトのルクレールに及ばず5番手に終わり、フェラーリ勢はフェルスタッペンとメルセデス勢の後塵を拝した。以下、フェルスタッペンのチームメイトであるピエール・ガスリーが6番手、ランド・ノリスとカルロス・サインツJr.のマクラーレン勢が7-8番手となった。

### 結果
| 順位                | No. | ドライバー                   | コンストラクター                   | Q1       | Q2       | Q3       | Grid |
| ------------------- | --- | ---------------------------- | ---------------------------------- | -------- | -------- | -------- | ---- |
| 1                   | 33  | マックス・フェルスタッペン   | レッドブル-ホンダ                  | 1:15.817 | 1:15.573 | 1:14.572 | 1    |
| 2                   | 77  | バルテリ・ボッタス           | メルセデス                         | 1:16.078 | 1:15.669 | 1:14.590 | 2    |
| 3                   | 44  | ルイス・ハミルトン           | メルセデス                         | 1:16.068 | 1:15.548 | 1:14.769 | 3    |
| 4                   | 16  | シャルル・ルクレール         | フェラーリ                         | 1:16.337 | 1:15.792 | 1:15.043 | 4    |
| 5                   | 5   | セバスチャン・ベッテル       | フェラーリ                         | 1:16.452 | 1:15.885 | 1:15.071 | 5    |
| 6                   | 10  | ピエール・ガスリー           | レッドブル-ホンダ                  | 1:16.716 | 1:16.393 | 1:15.450 | 6    |
| 7                   | 4   | ランド・ノリス               | マクラーレン-ルノー                | 1:16.697 | 1:16.060 | 1:15.800 | 7    |
| 8                   | 55  | カルロス・サインツ           | マクラーレン-ルノー                | 1:16.493 | 1:16.308 | 1:15.852 | 8    |
| 9                   | 8   | ロマン・グロージャン         | ハース-フェラーリ                  | 1:16.978 | 1:16.319 | 1:16.013 | 9    |
| 10                  | 7   | キミ・ライコネン             | アルファロメオ-フェラーリ          | 1:16.506 | 1:16.518 | 1:16.041 | 10   |
| 11                  | 27  | ニコ・ヒュルケンベルグ       | ルノー                             | 1:16.790 | 1:16.565 |          | 11   |
| 12                  | 23  | アレクサンダー・アルボン     | トロ・ロッソ-ホンダ                | 1:16.912 | 1:16.687 |          | 12   |
| 13                  | 26  | ダニール・クビアト           | トロ・ロッソ-ホンダ                | 1:16.750 | 1:16.692 |          | 13   |
| 14                  | 99  | アントニオ・ジョヴィナッツィ | アルファロメオ-フェラーリ          | 1:16.894 | 1:16.804 |          | 17 1 |
| 15                  | 20  | ケビン・マグヌッセン         | ハース-フェラーリ                  | 1:16.122 | 1:17.081 |          | 14   |
| 16                  | 63  | ジョージ・ラッセル           | ウィリアムズ-メルセデス            | 1:17.031 |          |          | 15   |
| 17                  | 11  | セルジオ・ペレス             | レーシング・ポイント-BWTメルセデス | 1:17.109 |          |          | 16   |
| 18                  | 3   | ダニエル・リカルド           | ルノー                             | 1:17.257 |          |          | 20 2 |
| 19                  | 18  | ランス・ストロール           | レーシング・ポイント-BWTメルセデス | 1:17.542 |          |          | 18   |
| 20                  | 88  | ロバート・クビサ             | ウィリアムズ-メルセデス            | 1:18.324 |          |          | 19   |
| 107% time: 1:21.124 |     |                              |                                    |          |          |          |      |
| ソース:             |     |                              |                                    |          |          |          |      |

追記
- ^1 - ジョヴィナッツィはQ1でストロールのアタックを妨害したため、3グリッド降格とペナルティポイント1点が加算された（合計4点）[18][19]
- ^2 - リカルドは決勝前に年間最大基数を超えるパワーユニット交換（4基目のエンジン(ICE)、ターボチャージャー(TC)、MGU-H、3基目のMGU-K、エナジーストア(ES)、コントロールエレクトロニクス(CE)）を行い、降格グリッド数が15を超えたため最後尾グリッドに降格[20][21]

## 決勝
2019年8月4日 15:10 CEST(UTC+2)
ルイス・ハミルトン（メルセデス）がタイヤ戦略を成功させてマックス・フェルスタッペン（レッドブル）を逆転し、今季8勝目を挙げた。フェルスタッペンはハミルトンに抜かれた直後にソフトタイヤへ交換してファステストラップを獲得するのが精一杯だった。フェラーリ勢はセバスチャン・ベッテルが3位表彰台を獲得し、シャルル・ルクレールがベッテルに続く4位となったが、首位ハミルトンに1分以上の大差を付けられた。カルロス・サインツJr.（マクラーレン）はピエール・ガスリー（レッドブル）を最後まで抑えきり5位入賞を果たした。バルテリ・ボッタス（メルセデス）はスタート直後にルクレールと接触してフロントウイングを損傷し、優勝争いから脱落して8位に終わった。

### 結果
| 順位    | No. | ドライバー                   | コンストラクター                   | 周回数 | タイム/リタイア原因 | Grid | Pts.  |
| ------- | --- | ---------------------------- | ---------------------------------- | ------ | ------------------- | ---- | ----- |
| 1       | 44  | ルイス・ハミルトン           | メルセデス                         | 70     | 1:35:03.796         | 3    | 25    |
| 2       | 33  | マックス・フェルスタッペン   | レッドブル-ホンダ                  | 70     | +17.796             | 1    | 19 FL |
| 3       | 5   | セバスチャン・ベッテル       | フェラーリ                         | 70     | +1:01.433           | 5    | 15    |
| 4       | 16  | シャルル・ルクレール         | フェラーリ                         | 70     | +1:05.250           | 4    | 12    |
| 5       | 55  | カルロス・サインツ           | マクラーレン-ルノー                | 69     | +1 Lap              | 8    | 10    |
| 6       | 10  | ピエール・ガスリー           | レッドブル-ホンダ                  | 69     | +1 Lap              | 6    | 8     |
| 7       | 7   | キミ・ライコネン             | アルファロメオ-フェラーリ          | 69     | +1 Lap              | 10   | 6     |
| 8       | 77  | バルテリ・ボッタス           | メルセデス                         | 69     | +1 Lap              | 2    | 4     |
| 9       | 4   | ランド・ノリス               | マクラーレン-ルノー                | 69     | +1 Lap              | 7    | 2     |
| 10      | 23  | アレクサンダー・アルボン     | トロ・ロッソ-ホンダ                | 69     | +1 Lap              | 12   | 1     |
| 11      | 11  | セルジオ・ペレス             | レーシング・ポイント-BWTメルセデス | 69     | +1 Lap              | 16   |       |
| 12      | 27  | ニコ・ヒュルケンベルグ       | ルノー                             | 69     | +1 Lap              | 11   |       |
| 13      | 20  | ケビン・マグヌッセン         | ハース-フェラーリ                  | 69     | +1 Lap              | 14   |       |
| 14      | 3   | ダニエル・リカルド           | ルノー                             | 69     | +1 Lap              | 20   |       |
| 15      | 26  | ダニール・クビアト           | トロ・ロッソ-ホンダ                | 68     | +2 Laps             | 13   |       |
| 16      | 63  | ジョージ・ラッセル           | ウィリアムズ-メルセデス            | 68     | +2 Laps             | 15   |       |
| 17      | 18  | ランス・ストロール           | レーシング・ポイント-BWTメルセデス | 68     | +2 Laps             | 18   |       |
| 18      | 99  | アントニオ・ジョヴィナッツィ | アルファロメオ-フェラーリ          | 68     | +2 Laps             | 11   |       |
| 19      | 88  | ロバート・クビサ             | ウィリアムズ-メルセデス            | 67     | +3 Laps             | 19   |       |
| Ret     | 8   | ロマン・グロージャン         | ハース-フェラーリ                  | 49     | 水圧                | 9    |       |
| ソース: |     |                              |                                    |        |                     |      |       |

ファステストラップ
- マックス・フェルスタッペン - 1:17.103（69周目）

ラップリーダー
- 1-24=フェルスタッペン、25-31=ハミルトン、32-66=フェルスタッペン、67-70=ハミルトン

追記
- ^FL - ファステストラップの1点を含む

## 第12戦終了時点のランキング
|         | 順位 | ドライバー                 | ポイント |
| ------- | ---- | -------------------------- | -------- |
|         | 1    | ルイス・ハミルトン         | 250      |
|         | 2    | バルテリ・ボッタス         | 188      |
|         | 3    | マックス・フェルスタッペン | 181      |
|         | 4    | セバスチャン・ベッテル     | 156      |
|         | 5    | シャルル・ルクレール       | 132      |
| ソース: |      |                            |          |

|         | 順位 | コンストラクター    | ポイント |
| ------- | ---- | ------------------- | -------- |
|         | 1    | メルセデス          | 438      |
|         | 2    | フェラーリ          | 288      |
|         | 3    | レッドブル-ホンダ   | 244      |
|         | 4    | マクラーレン-ルノー | 82       |
|         | 5    | トロ・ロッソ-ホンダ | 43       |
| ソース: |      |                     |          |

- 注：ドライバー、コンストラクター共にトップ5のみ表示。